# Trindtjärnen, Värmland
Trindtjärnen är en sjö i Hagfors kommun i Värmland och ingår i Göta älvs huvudavrinningsområde. Sjön har en area på 0,253 kvadratkilometer och ligger 270 meter över havet. Vid provfiske har abborre fångats i sjön.

## Delavrinningsområde
Trindtjärnen ingår i det delavrinningsområde (664684-139763) som SMHI kallar för Namn saknas. Medelhöjden är 272 meter över havet och ytan är 9,52 kvadratkilometer. Räknas de 8 avrinningsområdena uppströms in blir den ackumulerade arean 55,72 kvadratkilometer. Timsälven (Nordmarksälven) som avvattnar avrinningsområdet har biflödesordning 3, vilket innebär att vattnet flödar genom totalt 3 vattendrag innan det når havet efter 388 kilometer. Avrinningsområdet består mestadels av skog (80 procent). Avrinningsområdet har 0,34 kvadratkilometer vattenytor vilket ger det en sjöprocent på 3,5 procent.